# Haywood County (North Carolina)
 For alternative betydninger, se Haywood County. (Se også artikler, som begynder med Haywood County)
Haywood County er et county i den vestlige del af delstaten North Carolina i USA. I henhold til folketællingen fra 2010 var indbyggertallet 59.036. Det administrative centrum (county seat) er Waynesville.

## Historie
Amtet blev oprettet i 1808 da den vestlige del af Buncombe County blev udskilt fra dette county. Haywood County er opkaldt efter John Haywood, der fungerede som North Carolinas finansminister (Treasurer) i 40 år fra 1787 til 1827.
I 1828 blev den vestlige del af Haywood County udskilt, da Macon County blev oprettet, og i 1851 blev dele af Haywood County slået sammen med dele af Macon County og dannede Jackson County.
De sidste skud i den amerikanske borgerkrig øst for Mississippifloden blev affyret den 9. maj 1865 i Waynesville, da enheder fra Thomas' Legion som kæmpede for sydstaterne, udvekslede skud med 2. North Carolina Beredne Regiment, som kæmpede for nordstaterne. Thomas's Legion krævede nordstatsstyrkens overgivelse, men da Oberst William Thomas erfarede, at General Robert E. Lee havde overgivet sig ved Appomattox Courthouse allerede den 9. april, valgt han selv at nedlægge våbnene.

## Geografi
Haywood County har et areal på 1.440 km2, hvoraf hovedparten er land og kun 2,3 km2 er vand.
Floden Pigeon River, en biflod til French Broad River, udspringer i Haywood County. Ingen floder eller andre vandløb løber ind i Haywood County fra de omliggende counties, så alle vandløb opstår inden for countiets grænser.
Haywood County ligger i Blue Ridge Mountains og dele af flere af denne bjergkædes mindre bjergkæder ligger i countiet, fx Great Smoky Mountains mod vest, Plott Balsam Range og Great Balsam Mountains mod syd. 13 bjergtoppe når højder på mere end 1.829 m (6.000 fod), hvilket er det største antal i noget county øst for Mississippi. Haywood County har således også de østlige delstaters højeste gennemsnitshøjde over havet med 1.096 m (3.597 fod). Blandt de markante bjerge er countiets højeste bjerg, Mount Guyot (2.018 m), som er det næsthøjeste bjerg i Great Smoky Mountains og det fjerdehøjeste i de østlige delstater. Andre markante bjergtoppe er Cold Mountain, (1.840 m), Richland Balsam (1,950 m) og Black Balsam Knob (1.854 m). Sidstnævnte er den højeste græsklædte bjergtop i Appalacherne.

### Tilgrænsende counties
- Cocke County i Tennessee mod nord
- Madison County mod nordøst
- Buncombe County mod øst
- Henderson County mod sydøst
- Transylvania County mod syd
- Jackson County mod sydvest
- Swain County mod vest
- Sevier County i Tennessee mod nordvest

### Byer
Der er fire byer i Haywood County:
- Canton
- Clyde
- Maggie Valley
- Waynesville, det administrative centrum

Derudover er der to såkaldt unincorporated communities, Cruso og Saunook samt to census designated places, Lake Junaluska og West Canton

### Nationale beskyttede områder
Dele af følgende nationalt beskyttede områder ligger i Haywood County
- Blue Ridge Parkway
- Great Smoky Mountains National Park
- Pisgah National Forest
- Qualla Forvaltningsområdet , hjemsted for Eastern Band of Cherokee Indians[9]

## Befolkning
Ved folketællingen i 2010 blev befolkningstallet opgjort til 59.036, en pæn fremgang fra 2000, hvor tallet var 54.033. Befolkningstætheden var 38 pr. km2. Knap 97 % af befolkningen var hvide, ingen andre racer udgjorde mere end 1 % af befolkningen. 28 % af befolkningen var under 25 og 19 % var over 65.
Medianindkomsten for en husholdning var $ 33.922 og for en familie $ 40.438. 11,5 % af befolkningen levede under den officielle fattigdomsgrænse.

### Politik
Politisk set er Haywood County et såkaldt "sving county", parallelt med svingstat. Siden 1912 har der 10 gange været flertal for en republikansk præsidentkandidat, og 17 gange for en demokratisk. Dog har der været flertal for den republikanske kandidat ved de seneste 5 præsidentvalg.

## Minedrift
Der er en del mineralforekomster i Haywood County. Forekomster af glimmer, zink, bly, magnesium og ædelsten er registreret i countiet, og en del af disse udvindes ved minedrift. . De mest værdifulde ædelsten er rubiner, safirer og smaragder. To af verdens største safirer hvoraf den ene, Star of the Carolinavejede 1.445 karat, er fundet i den tidligere Old Pressley Sapphire Mine i Canton. Minen er nu åben for offentligheden.

## Eksterne referencer
- Hjemmeside for Haywood County

35°33′N 82°59′V / 35.55°N 82.98°V